# 우금치
우금치(牛禁峙)는 충청남도 공주시에 있는 주미산에 걸친 고개이다. 공주시에서는 우금티로 부르며, 아래쪽에는 국도 제40호선이 우금티 터널로 지나고 있다. 이전에는 공주 시내와 이인면을 연결하는 고개였으나, 우금치 남쪽의 이인면 일부가 공주 시내로 편입되어 공주 시내에 있는 고개가 되었다.

## 개요
우금치 고개는 1894년 동학농민군이 관군과 일본군의 연합군을 상대로 최후의 격전을 벌인 장소이다. 공주에서 부여로 넘어가는 견준산 기슭의 고개로 우금고개, 우금재 또는 비우금 고개라고도 부른다. 우금치라는 이름은 일제가 지도를 만들 때 편의를 위해 바꾼 것이기 때문에 우금티 또는 우금재 같은 원래 이름으로 부르는 것이 바람직하다.

## 같이 보기
- 우금치 전투
- 공주 우금치 전적 - 사적 제387호